# مالیونه
مالیونه (به ایتالیایی: Maglione) یک کومونه در ایتالیا است که در استان تورین واقع شده‌است.

## خصوصیات
مالیونه ۶٫۲ کیلومترمربع مساحت و ۴۹۷ نفر جمعیت دارد.